# Zmajevac (Cazin)
Pour les articles homonymes, voir Zmajevac.
Zmajevac (en cyrillique : Змајевац) est un village de Bosnie-Herzégovine. Il est situé dans la municipalité de Cazin, dans le canton d'Una-Sana et dans la fédération de Bosnie-et-Herzégovine. Selon les premiers résultats du recensement bosnien de 2013, il compte 449 habitants.
Jusqu'en 1991, le village était rattaché à la localité de Bajrići ; depuis 1991, il est recensé comme une entité administrative à part entière.

## Démographie

### Évolution historique de la population
| 1948 | 1953 | 1961 | 1971 | 1981 | 1991 | 2013 |
| ---- | ---- | ---- | ---- | ---- | ---- | ---- |
| -    | -    | -    | -    | -    | 377  | 449  |

|  |